# Windpark Eemmeerdijk
Der Windpark Eemmeerdijk war ein Windpark in der Gemeinde Zeewolde im Südwesten der niederländischen Provinz Flevoland. Er wurde 1998 errichtet und umfasste 19 Anlagen des Typs NedWind NW55 des niederländischen Herstellers Nedwind. Er verfügte über eine Gesamtleistung von 19 MW. Aufgrund mehrfach auftretender technischer Schwierigkeiten wurden im Jahr 2006 zwei der Anlagen demontiert, ehe nach dem Kollaps einer der verbliebenen Anlagen Anfang 2023 beschlossen wurde, den gesamten Park stillzulegen und anschließend zu demontieren.

## Geschichte

### Bau
Der Errichtung des Windparks ging ein neunjähriger Streit mit den lokalen Genehmigungsbehörden, dem Gemeinderat der gegenüberliegenden Gemeinde Bunschoten, der Umweltschutzgruppe Milieu Federatie Flevoland und örtlichen Landwirten voraus. Es war umstritten, ob der Bau von Windkraftanlagen am Eemmeer, einem Randgewässer der ehemaligen Zuiderzee zwischen Flevoland und der Provinz Utrecht und Natura-2000-Gebiet, Auswirkungen auf dieses Naturreservat hat. Im November 1997 stimmte der Raad van State gegen die Einsprüche und für den Bau.
Im Juli 1998 begann der Bau des Windparks, im Dezember desselben Jahres gingen die Anlagen ans Netz. Projektentwickler war der niederländische Energieversorger NUON N.V., der 2009 vom schwedischen Vattenfall-Konzern übernommen wurde. Es handelte sich um das achte realisierte Windkraftprojekt des Unternehmens.
Hersteller der Anlagen war der niederländische Hersteller NedWind, der sich auf Anlagen mit Zweiblattrotoren spezialisierte. Noch im selben Jahr, in dem die Anlagen geliefert wurden, geriet der Hersteller in wirtschaftliche Schwierigkeiten und wurde infolgedessen vom dänischen Hersteller NEG Micon übernommen, der 2004 wiederum mit der Vestas Wind Systems verschmolzen wurde. Die Windkraftanlagen waren in einer 4500 Meter langen Linie entlang des Provinciale weg N704 angeordnet. Um den Eingriff in das Landschaftsbild zu minimieren, waren die Türme der Anlagen in verschiedenen Farben gestrichen, die im Einklang mit der umgebenden Landschaft stehen sollen. Entworfen wurde die Farbgebung von der niederländischen Künstlerin Mary Fontaine.

### Technische Probleme und Abbau
Die Zweiblattrotoren erwiesen sich im Laufe der Zeit als störungsanfällig. Dies betraf nicht nur das im Windpark Eemmeerdijk verbaute Modell, sondern auch andere Anlagentypen des Herstellers, etwa im Windpark Kerpen. Schon im ersten Betriebsjahr 1999 kam es zu einer Havarie, als eine der Anlagen in Brand geriet und daraufhin nicht wieder aufgebaut wurde. 2007 und 2016 wurde je eine weitere Anlage des Parks wegen technischer Schwierigkeiten zurückgebaut, sodass zuletzt nur noch 16 Anlagen existierten.
Am 4. Januar 2023 brach eine der Windkraftanlagen bei starkem Wind zusammen. Als Schadensursache wurde ein Zylinder der Pitch-Regelung ausgemacht, der bei einer Inspektion im Oktober 2022 ausgetauscht und nicht sachgerecht befestigt wurde. Durch das Loslösen des Zylinders konnten die Rotorblätter nicht mehr gebremst werden, woraufhin bei starkem Wind die Anlage durchdrehte, der Generator ausfiel, ein Rotorblatt abbrach und die instabile Anlage schlussendlich in sich zusammenfiel.
Infolgedessen beschloss Vattenfall Nederland, den nach dem Anlageneinsturz stillgelegten Windpark nicht wieder in Betrieb zu nehmen. Ohnehin war für Ende des Jahres ein Abbau der nun 25 Jahre alten und technisch veralteten Windkraftanlagen geplant. Es handelte sich zu diesem Zeitpunkt um den letzten noch in Betrieb befindlichen Windpark in den Niederlanden mit Zweiblattrotoren dieses Typs.
Im Juli 2023 begann der Abbau aller verbliebenen 16 Anlagen. Im Oktober 2023 war die Demontage abgeschlossen.

## Technischer Aufbau

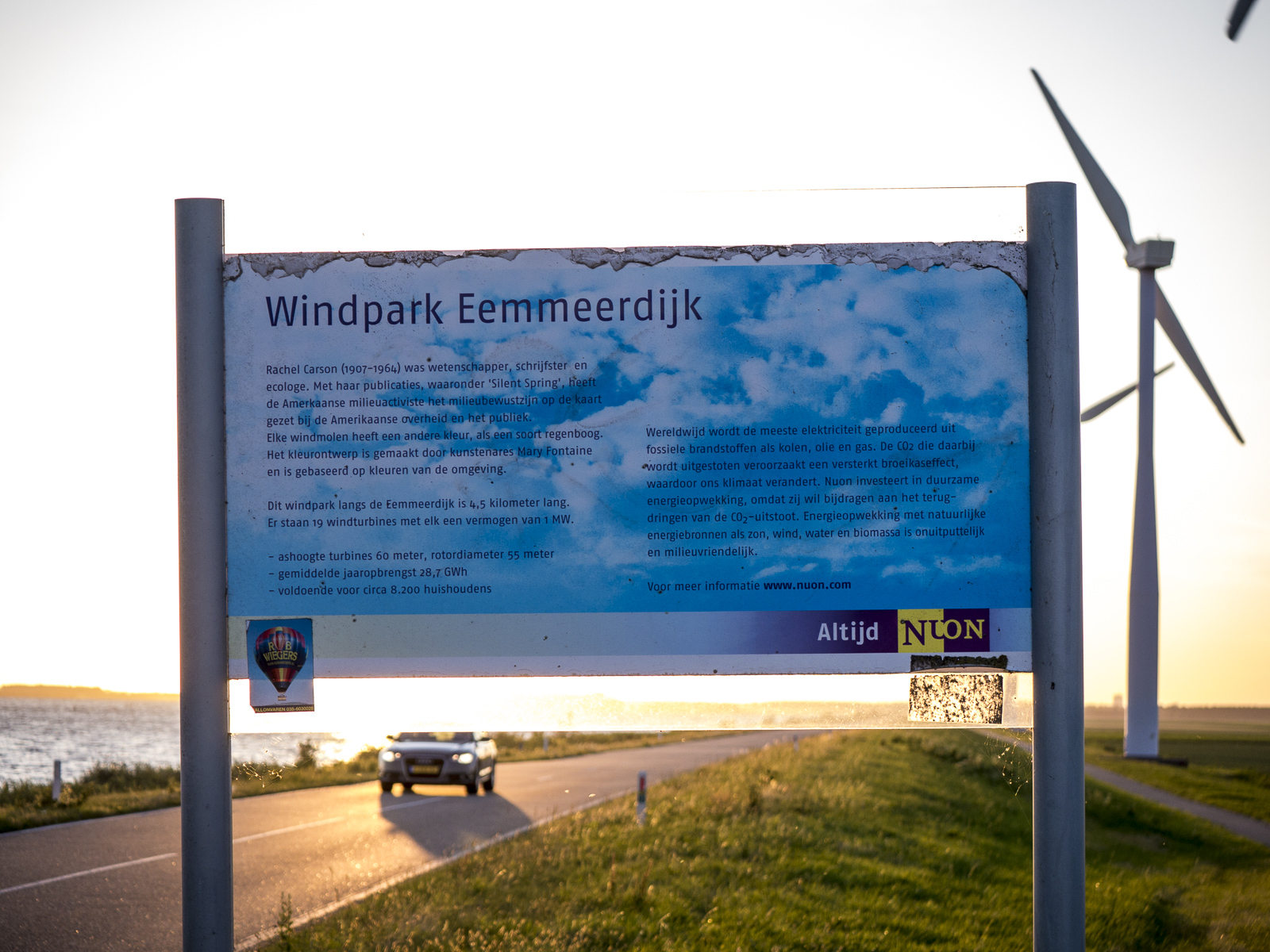
Informationstafel am Windpark

Der Park bestand im Urzustand aus 19 Anlagen des Typs NedWind NW 55/1000 des Herstellers Nedwind mit einer Turmhöhe von 60 Metern und einen Rotordurchmesser von 55 Metern. Es handelte sich um den größten Anlagentyp, den der Hersteller bis dahin entwickelt hatte und den zweiten Windpark überhaupt, in dem der Anlagentyp zum Einsatz kam. Jede NedWind NW55 Turbine verfügte über eine Leistung von einem Megawatt. Insgesamt ergibt dies eine installierte Leistung von 19 Megawatt, rechnerisch konnten etwa 11.000 Haushalte mit Strom versorgt werden. Die Informationstafel am Windpark gab allerdings an, dass die (anfangs) 19 Anlagen pro Jahr 28,7 GWh Energie erzeugen und damit rechnerisch 8.200 Haushalte mit Strom versorgen konnten.